# 이노우에 나오키
이노우에 나오키(일본어: 井上 直輝, 1997년 8월 5일~)는 일본의 축구 선수이다.

## 구단 경력
그는 2020년 J3리그의 블라우블리츠 아키타에 입단했다. 2020년 J3리그 우승으로 J2리그로 승격했다. 2023년까지 97경기에 출전하여, 8득점을 넣었다. 2024년 J3리그의 카탈레 도야마로 이적했다. 2024년 J3리그 3위를 기록하여 J2리그로 승격했다.